# Nemopilema nomurai
Nemopilema nomurai är en manetart som beskrevs av Kamakiche Kishinouye 1922. Nemopilema nomurai ingår i släktet Nemopilema och familjen Rhizostomatidae. Inga underarter finns listade i Catalogue of Life.

## Bildgalleri

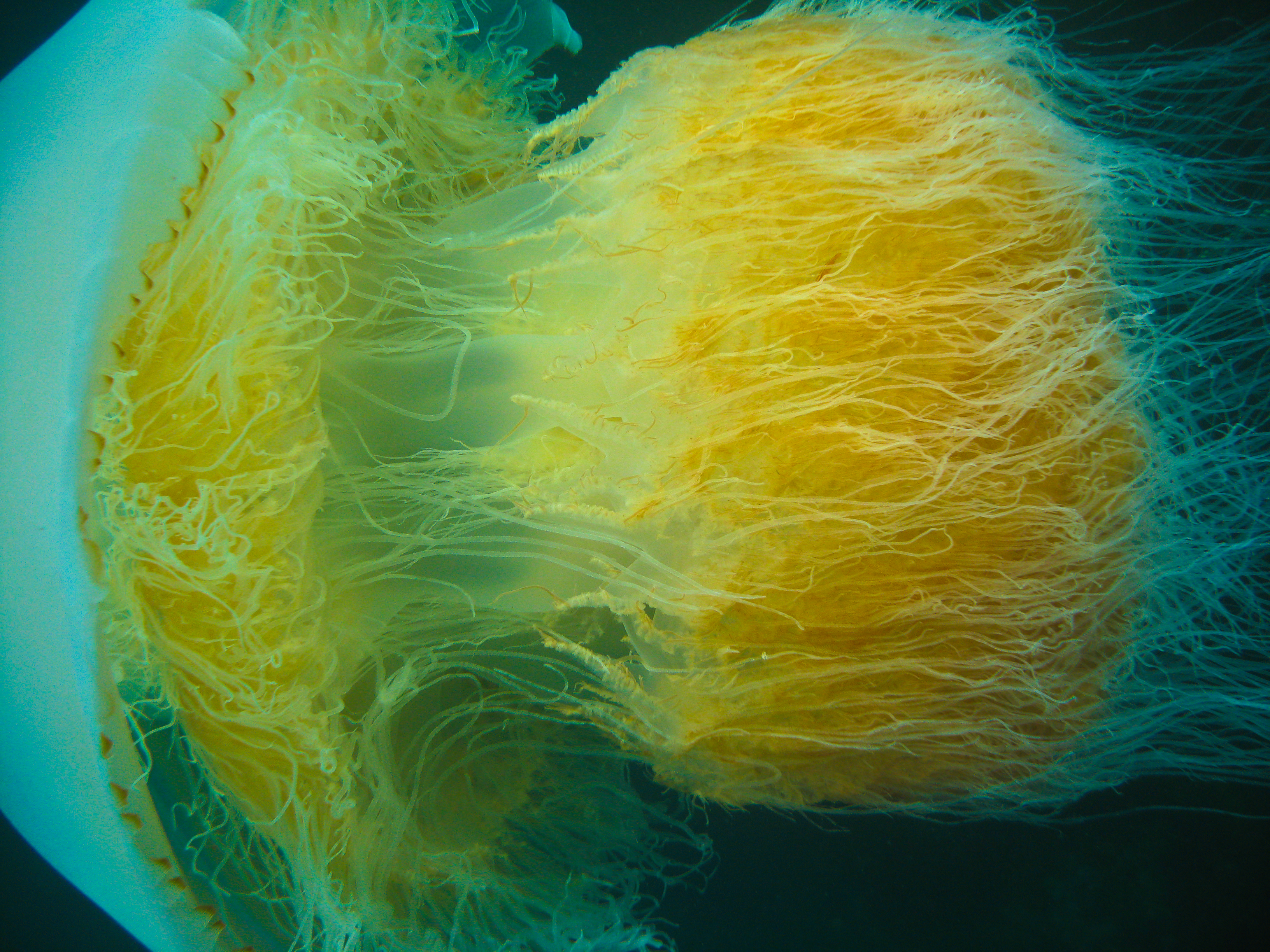
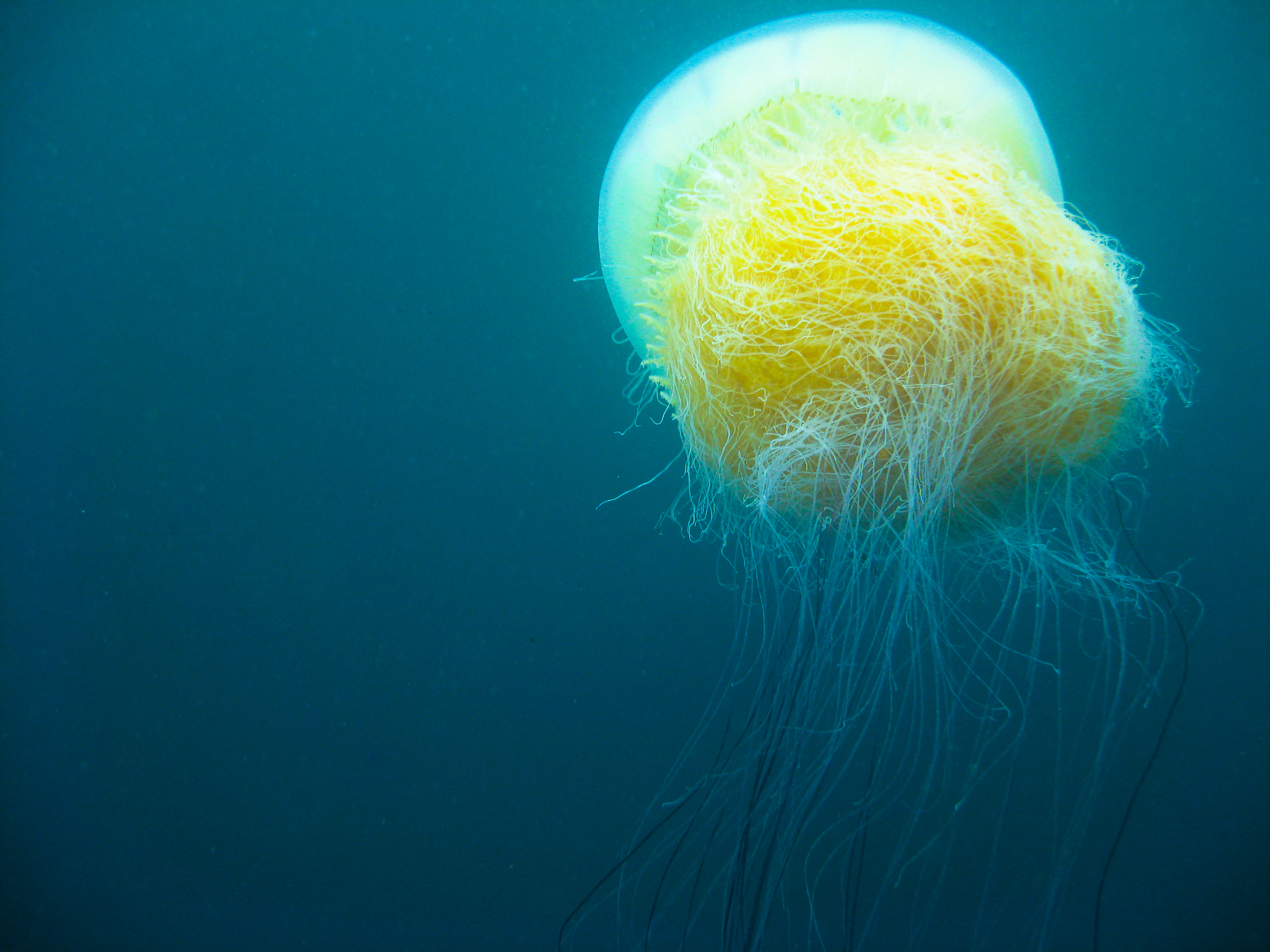